# محلل غودارد الطيفي عالي الدقة

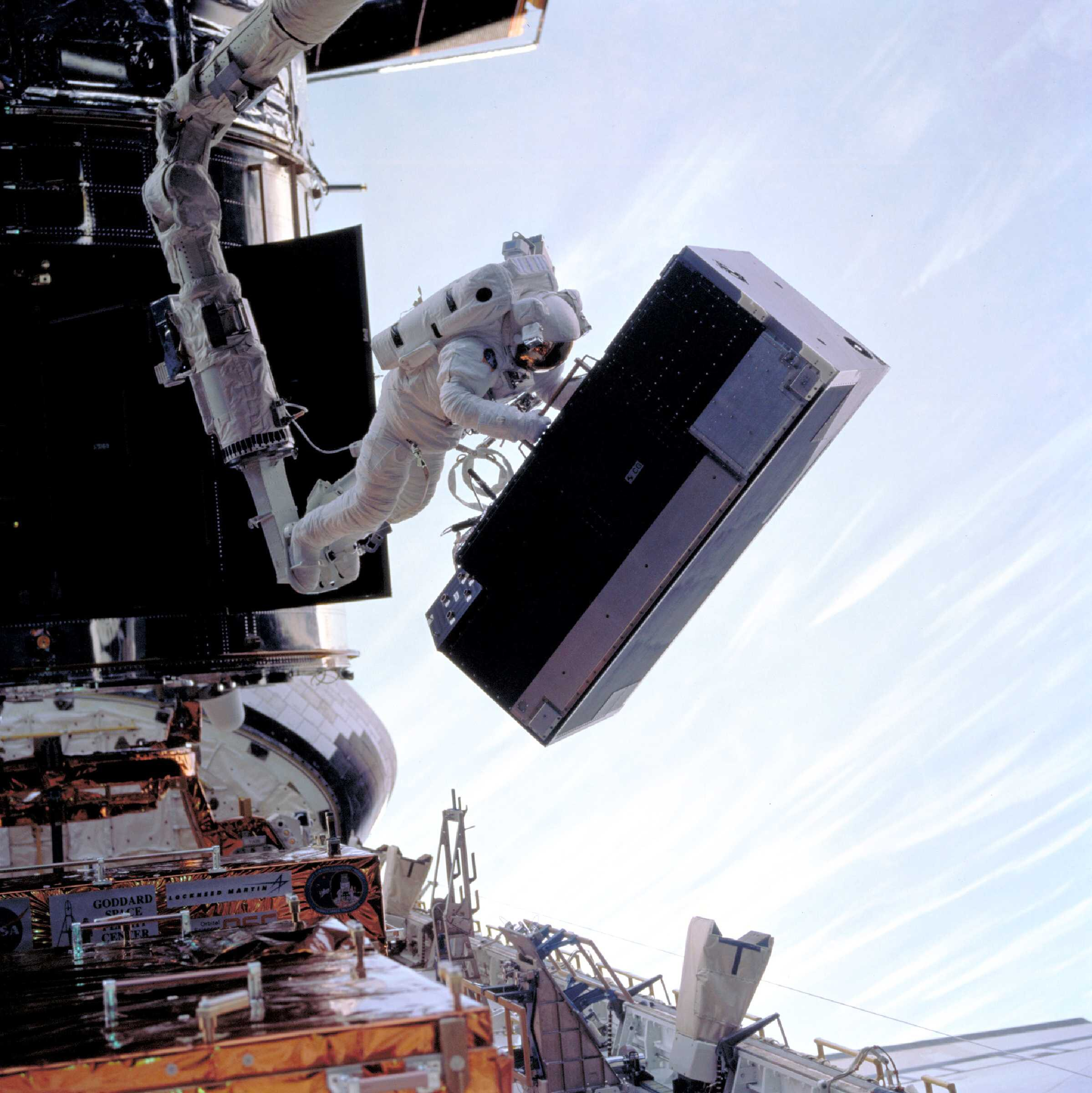
رائد الفضاء وهو يُزيل مُحلل غُودارد الطيفي عالي الدقة من أجل إفساح المجال لوضع الكاميرا القريبة من الأشعة التحت حمراء والمقياس الطيفي متعدد الأجسام.

محلل غودارد الطيفي عالي الدقة (بالإنجليزية: Goddard High Resolution Spectrograph)‏ (GHRS أو HRS) كان جهاز طيف موجود في مرصد هابل الفضائي قبل أن يُزَال من أجل وضع الكاميرا القريبة من الأشعة التحت حمراء والمقياس الطيفي متعدد الأجسام بديلًا عنه في بعثة الخدمة الثانية لصيانة مقراب هابل في عام 1997م.

## روابط خارجية
- The Goddard High Resolution Spectrograph
- ESA/Hubble